# Сергун Ігор Дмитрович
Ігор Дмитрович Сергун (нар. 28 березня 1957 — 3 січня (?) 2016 Ліван (?)) — російський воєначальник, розвідник, начальник Головного розвідувального управління Генерального Штабу Російської Федерації — заступник начальника Генерального штабу Збройних Сил Російської Федерації (від 26 грудня 2011 року), генерал-полковник. Кандидат військових наук.

## Біографія

Країни, в яких Ігор Сергун потрапив під санкції

Детальна біографія і ключові відомості про проходження служби Сергуна, як і інших військовослужбовців, що займають подібні посади, у РФ є державною таємницею.
Інформація щодо його біографії міститься на офіційному сайті Міністерства оборони Росії (у розділі «Герой»): Народився 28 березня 1957 року. У Збройних силах від 1973 року. Закінчив Московське суворовське військове училище, Московське вище загальновійськове командне училище імені Верховної Ради РРФСР, Військово-дипломатичну академію, Військову академію Генерального штабу Збройних сил Російської Федерації.
У військовій розвідці від 1984 року. Проходив військову службу на різних посадах у Головному розвідувальному управлінні. Володіє кількома іноземними мовами. Має державні нагороди СРСР та РФ.
1998 року маючи військове звання полковника був військовим аташе Російської Федерації в Албанії.
Указом Президента Російської Федерації у грудні 2011 року призначений начальником Головного управління Генерального штабу Збройних сил Російської Федерації — заступником начальника Генерального штабу Збройних сил Російської Федерації.
Указом Президента Російської Федерації від 31 серпня 2012 року № 1240 Ігореві Сергуну присвоєно звання «генерал-лейтенант».
У квітні 2014 року Ігор Сергун потрапив до списку осіб, на які Європейський союз та США наклали санкції за дії, що підривають територіальну цілісність, суверенітет і незалежність України, а також «за діяльність офіцерів ГРУ на сході України».
Указом Президента Російської Федерації від 21 лютого 2015 року № 91 Ігореві Сергуну присвоєно звання «генерал-полковник».
Був одружений, мав двох дочок.
Російське інформаційне агентство ТАСС повідомило, що Ігор Сергун помер 3 січня 2016 у Москві.

## Нагороди
- Орден «За заслуги перед Вітчизною» 4-го ступеня
- Орден «За військові заслуги»
- Орден Пошани
- Медаль ордена «За заслуги перед Вітчизною» 2-го ступеня
- Медаль «За бойові заслуги» (СРСР)
- Медаль «У пам'ять 850-річчя Москви»
- Медаль «60 років Збройних Сил СРСР» (СРСР)
- Медаль «70 років Збройних Сил СРСР» (СРСР)
- Медаль «За зміцнення державної системи захисту інформації» 2-го ступеня
- Медаль «Учаснику марш-кидка 12 червня 1999 Боснія — Косово»
- Медаль «За бездоганну службу» 3 ступенів (СРСР)
- Медаль «200 років Міністерству оборони»
- Знак «За службу у військовій розвідці»